# Mahmoud Farshchian

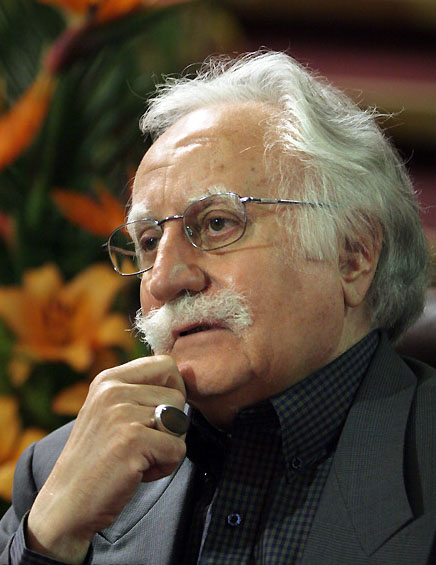

Mahmoud Farshchian (persisch محمود فرشچیان, DMG Maḥmūd-e Farščīyān; * 24. Januar 1930 in Isfahan; † 9. August 2025 in USA) war ein iranischer Maler und Meister der persischen Miniaturmalerei.

## Leben und Werk
Mahmoud Farshchian wurde in eine iranische Künstlerfamilie geboren. Schon als Jugendlicher wurde er in Isfahan von Miniaturmalern unterrichtet. Er studierte bei den iranischen Meistern Haj Aqa Mirza Aqa Emami (1880–1955) und Issa Bahadori (1905–1986) und machte einen Abschluss an der Isfahan Vocational Arts School. Im Jahr 1980 nahm er ein Kunststudium in Italien auf und erhielt dort mehrere Diplome. Nach seiner Rückkehr in den Iran arbeitete er für das General Office of Fine Arts, das spätere Ministerium für Kultur und Kunst. Mahmoud Farshchian lebte seit 1983 in den USA.
Mahmoud Farshchian hat Werke persischer Klassiker wie Firdausis Shahnameh, die Rubaijat-i-Omar-i-Khayyam (Sinnsprüche) des Omar Chayyām und Ausgaben von Hafis’ Ghaselen illustriert.
Seine Gemälde wurden von mehreren Museen und Ausstellungen weltweit gezeigt und befinden sich in internationalen Sammlungen.
2001 eröffnete er in Teheran sein eigenes Museum, das Farshchian Museum im Sa’dabad Cultural and Historical Complex. 2008 wurden dort mehr als 70 Werke Farshchians gezeigt.
Buchillustrationen

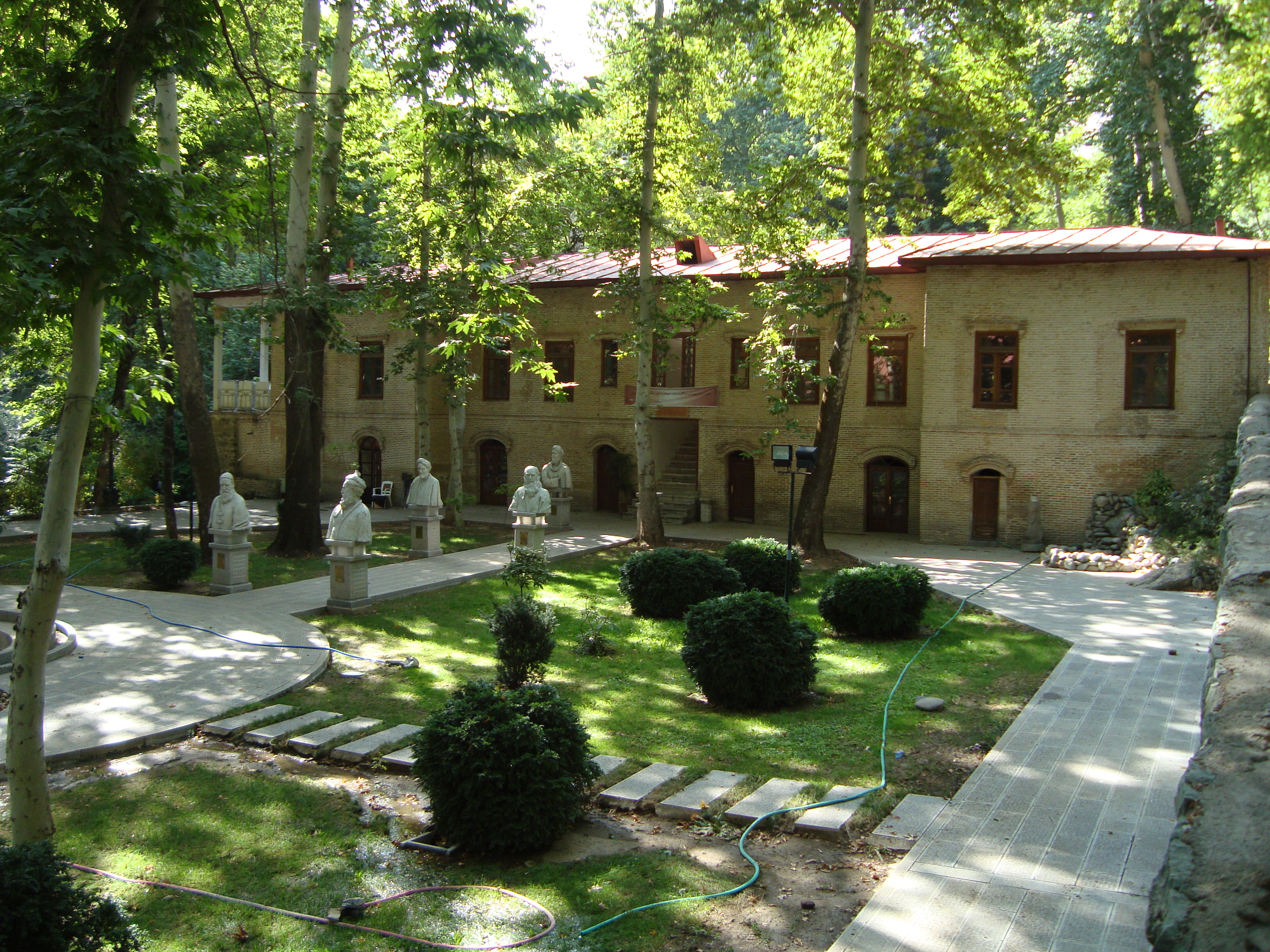
Farshchian Museum in Teheran

- Shamseddin Mohammad Hafez: The Ghazals of Hafiz (Englisch u. Persisch). Hrsg. Arthur John  Arberry, Afshin Sadeghi. Illustrationen von  Mahmoud Farshchian und Amir Ahmad Falsafi. Gooya 2020. ISBN 978-964761068-1
- Omar Chayyām: Rubaiyat of Omar Khayyam. Ill. Mahmoud Farshchian; Hrsg. H. Amir-Khani,  M.A. Eslami-Nodooshan und H. Sadeghi (Übersetzer). Tehran, 1999. ISBN 9789649213903
- Firdausi: The Shahnameh (Book of Kings). Epic Poem in Persian. Illustrations Mahmoud Farshchian. Negar Publ. 1993.

## Kunsthandel
Aquarelle, Gouachen Öl- und Acrylbilder von Mahmoud Farshchian erreichen auf dem Kunstmarkt Preise im Bereich von 20.000 bis 475.000 US-Dollar.